# Moadon Kaduregel Hapoel Nir Ramat HaSharon
Il Moadon Kaduregel Hapoel Nir Ramat HaSharon (in ebraico מועדון כדורגל הפועל ניר רמת השרון‎?), meglio noto semplicemente come Hapoel Ramat HaSharon, è una società calcistica israeliana con sede nella città di Ramat HaSharon. Dopo aver vinto la Liga Leumit 2010-2011, ha disputato la Ligat ha'Al, la massima serie del campionato di calcio israeliano, nella stagione 2011-2012, salvandosi ai play-out.

## Palmarès

### Competizioni nazionali
- Liga Leumit: 1

2010-2011
- Liga Artzit: 1

2003-2004
- Coppa Toto Leumit: 1

2010-2011
- Coppa Toto Artzit: 1

2003-2004

### Altri piazzamenti
- Coppa d'Israele:

Semifinalista: 2009-2010, 2011-2012